# Hasan Kamil Sporel
 (juin 2008).
Si vous disposez d'ouvrages ou d'articles de référence ou si vous connaissez des sites web de qualité traitant du thème abordé ici, merci de compléter l'article en donnant les références utiles à sa vérifiabilité et en les liant à la section « Notes et références ».
Hasan Kamil Sporel (1894-1969) était un célèbre joueur de football turc et aussi l'un des anciens présidents du club turc de Fenerbahçe.
En 1923, il était l'un des premiers joueurs turcs à jouer pour la Turquie. Il joua le premier match de la Turquie contre la Roumanie et a été le capitaine de l'équipe. Hasan Kamil Sporel a inscrit le premier but contre Galatasaray.
En 1911, il est transféré à Fenerbahçe. En 1914, il partit aux États-Unis est joua dans l'équipe universitaire et, avec son excellente défense, on lui donna le surnom de « Dardanelle » (Çanakkale). Mais en Turquie, il a le surnom de « Dalgakiran ».
En revenant en Turquie, il recommença à jouer à Fenerbahce. À ce moment, il avait une excellente défense avec Cafer Çağatay.
Le frère de Hasan Kamil Sporel est aussi connu comme footballeur.